# Alicja w Krainie Czarów (film 1931)
Alicja w Krainie Czarów (ang. Alice in Wonderland) – amerykański film fantasy z 1931 roku w reżyserii Buda Pollarda na podst. powieści Lewisa Carrolla pod tym samym tytułem. Został zrealizowany w erze Pre-Code.
Była to pierwsza dźwiękowa ekranizacja Alicji w Krainie Czarów.

## Fabuła
Nastoletnia Alicja niespodziewanie znajduje się w pewnej dziwnej krainie. Wkrótce spotyka Białego Królika spieszącego się do domu niejakiej Księżnej. Zaintrygowana Alicja idzie jego tropem, biorąc przy okazji jego wachlarz i rękawiczki. Wchodzi ona do domu Księżnej, która wykłóca się ze swoją kucharką miotająca naczyniami i nadużywającą pieprzu. Księżna wypędza kucharkę i z grzecznością wita Alicję, której przyjście oczekiwała. Nagle niemowlę, którym ma zajmować się Alicja zmienia się w prosię. Księżna uznaje, że Alicja wtrąca w nie swoje sprawy i zamierza uciąć jej głowę siekierą. Alicja ucieka w popłochu.
Alicja chce znaleźć drogę powrotną do domu. Zagaduje ją Kot z Chesire i wskazuje dwa kierunki – jeden prowadzący do Szalonego Kapelusznika, a drugi do równie szalonego Marcowego Zająca. Na protesty Alicji Kot stwierdza, że w tej krainie każdy jest szalony, w tym Alicja, inaczej by się tu nie znalazła, po czym znika. Alicja natrafia się na Szalonego Kapelusznika i Marcowego Zająca urządzających herbatkę wraz z ich znajomym Susłem przed domem. Obaj wytykają  Alicji każdą nielogiczność w jej wypowiedziach. Urażona Alicja stwierdza, że to najgłupsza herbatka na jakiej była i odchodzi.
Alicja przechodząc przez trawę spotyka gąsienicę palącą sziszę, której żali się, że zmieniła się tyle razy, że nie wie kim jest. Gąsienica każe jej wyrecytować wiersz o ojcu Williamie, ale stwierdza że się pomyliła we wszystkim i wzburzona opuszcza ją. Alicja w końcu trafia na dwór rządzącej kartami do gier Królowej Kier, przed którą wcześniej ostrzegali ją poprzedni mieszkańcy krainy. Królowa strofuje Alicję za brak królewskiego zaproszenia, ta jednak stwierdza, że ona i jej poddani to tylko karty do gry. Wzburzona Królowa skazuje dziewczynę na dekapitację, ale Walet i Król Kier przekonują by darowała sobie wyrok.
Zapytany przez Alicję Biały Królik mówi, że raz Królowa Kier skazała na śmierć Księżną, gdy ta się spóźniła. Jednak Księżna przybywa cała i zdrowa. Królowa Kier chce ją przesłuchać, ale Alicja ratuje sytuację mówiąc, że Księżna jest zbyt onieśmielona gracją Królową Kier. Wobec Królowa Kier wszystkich ułaskawia. Wdzięczna Księżna prowadzi Alicję nad morze, gdzie każe Gryfowi zapoznać ją z Nibyżółwem. Lamentujący Nibyżółw wspomina swoje szkolne lata, gdy był prawdziwym żółwiem. Alicja, Nibyżółw i Gryf śpiewają piosenkę, gdy Biały Królik każe Alicji udać się do sądu jako świadek w sprawie skradzionych ciastek przez Waleta Kier.
Pierwszy świadek – Szalony Kapelusznik zostaje niespodziewanie skazany na tańce i śpiewy przez Króla Kier pod zarzutem zabicia czasu. Przerażony Kapelusznik traci przytomność, co powoduje u Alicji smutek. Kolejnym świadkiem jest kucharka rozsiewająca wszędzie pieprz. Waletowi Kier zostaje udowodniona wina i za karę musi poślubić Księżną. Jednak Biały Królik czujący coś do Księżnej przyznaje się do winy. Alicja jako ostatni świadek widzi absurdalność procesu, za co zostaje skazana na dekapitację. Gdy wyrok zostaje wykonany, Alicja nagle się budzi w ogrodzie swego domu i wołana przez matkę udaje się na herbatkę z ulgą, że wszystko to jej się tylko śniło.

## Obsada
- Ruth Gilbert jako Alicja
- Vie Quinn jako Królowa Kier
- Mabel Wright jako Księżna
- N.R. Cregan jako Król Kier
- Pat Glasgow jako Walet Kier
- Ralph Hertz jako Biały Królik
- Leslie T. King jako Szalony Kapelusznik
- Meyer Beresen jako Marcowy Zając
- Raymond Schultz jako Suseł
- Lillian Ardell jako Kucharka
- Gus Alexander jako Nibyżółw
- Charles Silvern jako Gryf
- Tom Corliss jako Kot z Cheshire
- Jimmy Rosen jako Gąsienica

Źródło:

## Produkcja
Na początku lat 30. XX wieku w Stanach Zjednoczonych panował szał na adaptowanie do różnych mediów powieści Carrolla w związku z nadchodzącą setną rocznicą jego urodzin: „Ludzie robili, co mogli z Alicją. Były pokazy marionetek i inscenizacje teatralne” – zauważa historyk Ryszard Koszarski. Na fali tej popularności mała niezależna wytwórnia Metropolitan Studios w Fort Lee w stanie New Jersey zdecydowała zekranizować powieść Alicję w Krainie Czarów Lewisa Carrolla wykorzystując nowość w kinie jaką było udźwiękowienie taśmy filmowej. 
Obsada składała się z amatorów bądź aktorów pochodzących z lokalnych teatrów. W Alicję wcieliła 18-letnia Ruth Gilbert, dla której była to pierwsza większa rola. Na potrzeby roli Gilbert nosiła ogromną blond perukę.
Z racji niskiego budżetu w scenie, gdy Księżna prowadzi Alicję nad morze, wykorzystano fragmenty analogicznej sceny z niemej ekranizacji Alicji w Krainie Czarów z 1915 roku.

## Odbiór
Alicja w Krainie Czarów miał swoją premierę 25 grudnia 1931 roku w prestiżowym Warner Theatre w Nowym Jorku. By zwiększyć frekwencję, do seansu dawano darmowe zabawki dla dzieci. Jednak, mimo bycia pierwszą dźwiękową ekranizacją utworu Carrolla, film nie odniósł sukcesu finansowego i spotkał się z niewielką uwagą krytyków. Catherine Nichols w retrospektywnej książce Alice’s Wonderland: A Visual Journey Through Lewis Carroll’s Mad, Mad World (2014) stwierdziła, że Gilbert jako Alicja wygląda bardziej jak przerośnięta Lolitka aniżeli dziewczynka i zauważyła nieudolność obsady w imitacji brytyjskich akcentów.  